# 泰勒·赫洛
泰勒·克里斯托弗·赫洛（英語：Tyler Christopher Herro，2000年1月20日—）為美國職業籃球運動員，場上主打後衛位置，現效力於NBA邁阿密熱火。大學就讀肯塔基大學效力於肯塔基山貓男子籃球隊，在2019年NBA選秀中以首輪第13顺位被邁阿密熱火選中。

## 高中生涯
赫洛出生於威斯康辛州的密爾瓦基，高中就讀位於威斯康辛州格林菲爾德 (威斯康辛州)的惠特納爾高中。在他的高四賽季，他被選入全州第一隊，他場均能夠得到32.9分，7.4個籃板，3.6次助攻和3.3次抄截；投籃命中率超過50%，三分球命中率為43.5%。在赫洛的高中生涯中，總得分超過2,000分。

### 大學招募
赫洛在高中階段收到了來自包括威斯康辛大學麥迪遜分校、馬凱特大學、德保羅大學、俄勒岡州立大學和亞利桑那州立大學的獎學金邀請。在參觀多次麥迪遜校園後，他於高三前承諾加入威斯康辛大學。然而2017年時，肯塔基大學的教練約翰·卡利帕里來到惠特納爾高中體育館，並且親自觀看赫洛的比賽。隨後，赫洛在2017年10月17日取消了對威斯康辛大學的承諾。當赫洛不再承諾為威斯康辛大學效力時，堪薩斯大學和肯塔基大學皆對他提出了邀請。卡利帕里在2017年10月31日提供了一份獎學金給赫洛，後者在參觀肯塔基大學的校園後決定為肯塔基大學打球。2017年11月14日，赫洛與肯塔基大學簽署了意向書。
| 姓名 | 家鄉                                                            | 高中              | 身高                 | 體重        | 承諾日        |
| --- | --------------------------------------------------------------- | ----------------- | -------------------- | ----------- | ------------- |
| 泰勒·赫洛 SG | 格林菲爾德 (威斯康辛州)                                         | 惠特納爾高中 (WI) | 6英尺5英寸（1.96米） | 193磅（88） | 11月 14, 2017 |
| 泰勒·赫洛 SG | 招募星级： Scout： N/A Rivals： 247Sports： ESPN： ESPN評分：89 |                   |                      |             |               |
| 總體新秀排名： Rivals：36 247Sports：38 ESPN：30 |                                                                 |                   |                      |             |               |
| - 附註：許多時候，Scout、Rivals、247Sports以及ESPN在身高體重的數據可能會不同 . - 在這種情況下選擇平均值，而ESPN grades滿分為100分。 來源： - . Rivals.com. [2018-06-04]. - . ESPN.com. [2018-06-04]. - . Rivals.com. [2018-06-04]. |                                                                 |                   |                      |             |               |

## 大學生涯
赫洛大學生涯場均得到14.0分、4.5個籃板和2.5次助攻，是唯一在肯塔基山貓隊的37場比賽皆先發出賽的球員。2019年2月27日，他獲得大學生涯最高的29分，其中10投9中，6次罰球全部命中，帶領山貓隊以70-66逆轉勝阿肯色野豬隊。同時赫洛被《籃球時報》評為全明星第一隊，並被美聯社評為東南聯盟年度最佳新秀。2019年4月12日，赫洛宣布他將放棄剩餘三年的大學資格，並聘請了一名經紀人以參加2019年NBA選秀。在大多數模擬選秀中，他皆被列為第一輪中段的人選。

## 職業生涯

### 邁阿密熱火（2019–至今）
2019年6月20日，赫洛在2019年NBA選秀中以第13順位被邁阿密熱火選中。赫洛被他的同屆新秀們選為2019年選秀中的最佳射手。2019年7月10日，熱火隊宣布他們已經與赫洛簽約。2019年10月23日，他完成了自己的NBA首秀，在對上孟菲斯灰熊的比賽中先發出賽獲得14分、8個籃板、2次抄截和1次助攻，幫助球隊以120-101贏得比賽。10月29日，在他職業生涯第四場比賽中（也是第一次非先發），赫洛在對上亞特蘭大老鷹隊的比賽中得到了職業生涯最高的29分，並以112-97戰勝對手。赫洛原本要參加2020年NBA全明星賽的新秀挑戰賽，但由於腳踝受傷而被排除在外。2020年8月12日，他在對上俄克拉荷马城雷霆的比賽中得到了職業生涯最高的30分，但以115-116輸給對手。
2020年9月8日，當熱火隊在2020年NBA季后賽第二輪擊敗密爾沃基雄鹿隊時，赫洛成為NBA歷史上第一位在2000年後出生並打進NBA分區總決賽的球員。2020年9月15日，他被選為NBA最佳新秀陣容第二隊。
赫洛在2020年東部決賽的第四場比賽中，得到了職業生涯最高的37分，成為季後賽史上第四個在21歲前獲得30分以上的球員，也是21歲以下的第二高得分者，第一高得分的人為魔術強森。他還創造了NBA分區總決賽中最年輕獲得30分以上的球員（20歲247天）和新秀得分最多的記錄。在東部決賽戰勝波士頓凱爾特人後，赫洛成為第一個在2000年後出生並參加NBA總決賽的球員。
赫洛在2020年NBA總決賽第二戰中，以20歲256天的年齡成為NBA總決賽先發出戰最年輕的球員，比魔術強森在1980年代表湖人對陣費城76人第一場比賽中先發時還要年輕8天。在同一系列賽的第四場比賽中，他創造了NBA季後賽史上新秀投中最多三分球的紀錄，共命中45顆三分球，同時超越了馬特·馬洛尼在1997年NBA季后賽期間所締造的43顆三分球紀錄。2020年10月9日，赫洛在總決賽第5場比賽的第三節打破了44年來的記錄，創造了NBA新秀在季後賽中連續20場得分上雙的記錄，同時超越了阿爾萬·亞當斯在1976年效力於菲尼克斯太陽時的19場記錄。雖然赫洛幫助熱火隊晉級總決賽，但球隊最終仍然在第六戰敗給洛杉磯湖人隊，無緣獲得總冠軍。
赫洛被评为2022年NBA年度最佳第六人，使他成为热火队历史上第一位获得该奖项的球员。

## 生涯數據

### NBA

#### 例行賽
| 賽季    | 球隊       | GP  | GS | MPG  | FG%  | 3P%  | FT%  | RPG | APG | SPG | BPG | PPG  |
| ------- | ---------- | --- | -- | ---- | ---- | ---- | ---- | --- | --- | --- | --- | ---- |
| 2019–20 | 邁阿密熱火 | 55  | 8  | 27.4 | .428 | .389 | .870 | 4.1 | 2.2 | .6  | .2  | 13.5 |
| 2020–21 | 邁阿密熱火 | 54  | 15 | 30.3 | .439 | .360 | .803 | 5.0 | 3.4 | .6  | .3  | 15.1 |
| 生涯    | 生涯       | 109 | 23 | 28.8 | .434 | .375 | .834 | 4.5 | 2.8 | .6  | .2  | 14.3 |

#### 季後賽
| 賽季 | 球隊       | GP | GS | MPG  | FG%  | 3P%  | FT%   | RPG | APG | SPG | BPG | PPG  |
| ---- | ---------- | -- | -- | ---- | ---- | ---- | ----- | --- | --- | --- | --- | ---- |
| 2020 | 邁阿密熱火 | 21 | 5  | 33.6 | .433 | .375 | .870  | 5.1 | 3.7 | .4  | .1  | 16.0 |
| 2021 | 邁阿密熱火 | 4  | 0  | 23.3 | .316 | .136 | 1.000 | 3.3 | 1.8 | .3  | .3  | 9.3  |
| 生涯 | 生涯       | 25 | 5  | 26.1 | .435 | .328 | .743  | 3.4 | 3.5 | .9  | .3  | 12.1 |

### 大學
| 賽季    | 球隊       | GP | GS | MPG  | FG%  | 3P%  | FT%  | RPG | APG | SPG | BPG | PPG  |
| ------- | ---------- | -- | -- | ---- | ---- | ---- | ---- | --- | --- | --- | --- | ---- |
| 2018–19 | 肯塔基大學 | 37 | 37 | 32.6 | .462 | .355 | .935 | 4.5 | 2.5 | 1.1 | .3  | 14.0 |

## 個人生活
赫洛有兩個弟弟，分別是奧斯汀·赫洛和邁爾斯·赫洛（奧斯汀是兩人中的哥哥），他們也都是籃球運動員。
傑克·哈洛發布以赫洛名字命名的的歌曲《Tyler Herro》，此曲在音樂錄影帶中佔據了重要位置。
2020年，赫洛開始與健身企業家卡蒂亞·埃利斯·亨利（Katya Elise Henry）交往。2021年6月5日，在Instagram的發文中，他們宣布他們正在期待能夠共同誕下一個孩子。

## 外部連結
- 肯塔基山貓隊資料-泰勒·赫洛 （页面存档备份，存于）
- 泰勒·赫洛在NBA（英语）
- 泰勒·赫洛在Basketball-Reference.com（NBA）（英语）
- 泰勒·赫洛在Sports-Reference.com（NCAA）（英语）
- 泰勒·赫洛在ESPN（NBA）（英语）
- 泰勒·赫洛在Eurobasket.com（球員）（英语）
- 泰勒·赫洛在RealGM（英语）
- 泰勒·赫洛在Proballers（英语）